# Lúcio Aurélio Aviânio Símaco Fosfório

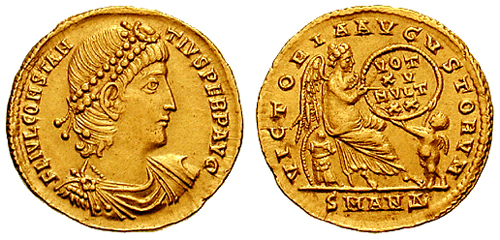
Soldo de r.

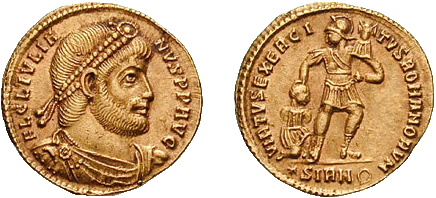
Soldo de r.

Lúcio Aurélio Aviânio Símaco Fosfório (em latim: Lucius Aurelius Avianius Symmachus signo Phosporius) foi um oficial romano do século IV, ativo no reinado dos imperadores Constante I (r. 337–350), Constâncio II (r. 337–361), Juliano, o Apóstata (r. 361–363), Valentiniano I (r. 364–375), Valente (r. 364–378), Graciano (r. 375–383) e Valentiniano II (r. 375–392). Foi proeminente oficial e senador e era pai de Quinto Aurélio Símaco. Serviu em ofícios civis (prefeito, vigário) e religiosos (pontífice, quindecênviro) e foi embaixador em nome do senado aos imperadores em mais de uma ocasião. É possível que foi designado ao ofício de cônsul de 377, mas falece antes de assumir.

## Vida
Membro da família aristocrática dos Símacos, era filho de Aurélio Valério Tuliano Símaco, cônsul em 330. Ele teve uma filha e quatro filhos, dentre os quais Celsino Ticiano e o mais influente dos Símacos, o orador Quinto Aurélio Símaco. Era um senador pagão e foi membro de vários colégios sacerdotais, incluindo os pontífices de Vesta e os quindecênviros dos fatos sagrados (de 351 a 375). Tinha uma residência em Roma, uma vila em Fórmias e uma propriedade em Preneste. Seu filho Símaco louvou-o por sua habilidade como orador e poeta e o sofista Libânio, ao escrever uma carta para seu filho favoravelmente menciona sua capacidade cromo crítico literário. Ele escreveu a epístola 12 da correspondência de seu filho e recebeu dele 11.3-12; em sua carta, escrita quando já estava aposentado, cita versos que havia composto sobre proeminente senadores da geração anterior.
Cerca de janeiro de 350, manteve o ofício de prefeito da anona; depois naquela década foi vigário de Roma. Em 361, foi a Antioquia (na Síria), onde provavelmente encontra Libânio, para encontrar Constâncio II: talvez o senado queria assegurar sua lealdade ao imperador reinante após receber uma carta de Juliano, primo e césar de Constâncio, que havia sido recém-proclamado imperador por suas tropas. Em seu caminho de volta, Símaco e seu colega Valério Máximo viajaram por Naísso, onde se encontraram com Juliano e foram honrados. Aviânio estava em grande favor com Juliano e por várias vezes ser emissário do senado aos imperadores torna-se príncipe do senado.

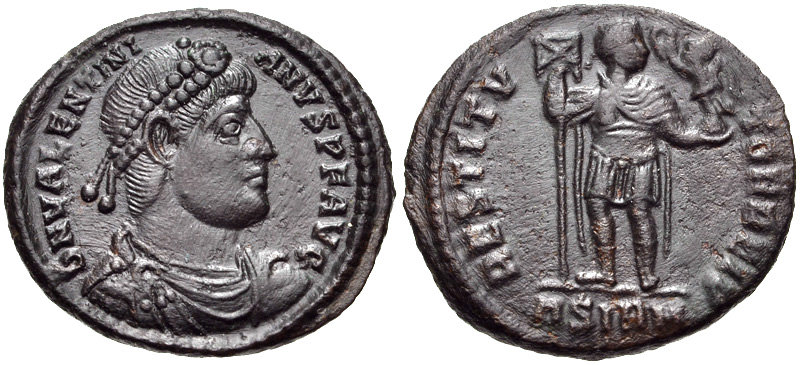
Fólis de

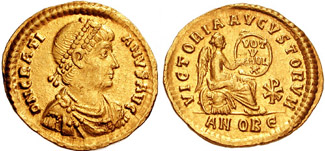
Soldo de Graciano r.

De abril de 364 a março de 365, manteve ofício de prefeito urbano de Roma sob Valentiniano I. Amiano Marcelino alude a falta de distúrbios e abundância de suprimentos alimentícios em seu mandato. Uma carta de seu filho, escrita nesse tempo, menciona sua reivindicação de ter sob sua jurisdição palatinos em Brúcio. Aviânio deve ter começado a restauração da antiga Ponte de Agripa no Tibre (no lugar da moderna Ponte Sisto), que recebeu o nome de Ponte de Valentiniano, em sua prefeitura. Quando ela estava concluída, recebeu a honra dedicar uma inscrição nela (inscrição 2); no sítio da ponte, dentro do Tibre, foram achadas outras duas inscrições que provavelmente formavam parte do parapeito da construção. Ela provavelmente foi concluída em 373, pois outra inscrição encontrada próximo menciona a decenália do imperador.
Sua casa que estava na margem direita do Tibre, em Trastevere, foi incendiada pela massa de Roma em revolta em 367. Segundo uma estória narrada por Amiano Marcelino, a revolta originou-se de um rumor, difundido por um membro do povo, segundo o qual ele, durante sua prefeitura, teria dito que preferia usar seu vinho para destruir os cadinhos de cal do que vender ao preço esperado dele; esquecendo a prosperidade alcançada no tempo de Aviânio, a massa incendiou sua casa. Aviânio deixa a cidade após esta ofensa causada por "inveja", que tentou curar ao escrever uma obra literária. Após algum tempo, porém, a massa mudou de ideia e começou a apoiá-lo novamente, pedindo punição aos ofensores.. Ele retornou a Roma, a pedido do senado, a quem agradeceu em 1 de janeiro de 376; os senadores, mesmo cristãos, indicaram-o ao imperador Graciano como prefeito pretoriano e cônsul para o ano de 377. Aviânio morreu em 376, como cônsul-eleito. No ano seguinte, sua memória foi honrada com uma estátua dourada, erguida por decreto imperial após um pedido do Senado, em 29 de abril.